# Octávio Mobiglia
Octávio Mobiglia (Ribeirão Preto, 9 de abril de 1931 — 3 de março de 2015) foi um nadador brasileiro, que participou de duas edições dos Jogos Olímpicos pelo Brasil.
Após encerrar a carreira, se mudou para São Paulo, onde montou uma indústria de confecção; trabalhou por dez anos nessa indústria e, depois, voltou para Ribeirão Preto.
Formado em educação física, foi professor em diversas escolas de Ribeirão Preto.
Faleceu em decorrência de complicações cardíacas.

## Trajetória esportiva
Octávio Mobiglia começou a nadar aos 12 anos, na Sociedade Recreativa de Ribeirão Preto, seu único clube.
Em 1949 conquistou a medalha de bronze no Campeonato Sul-Americano realizado no Uruguai e, em 1952, foi campeão dos 200 metros nado borboleta no Sul-Americano no Peru.
Nas Olimpíadas de Helsique 1952, Octávio nadou os 200 metros peito, não chegando à final da prova.
Nas Olimpíadas de Melbourne 1956, nadou os 200 metros peito, não chegando à final da prova.
Encerrou a carreira na natação em 1958.